# 今井竜五
今井 竜五（いまい りゅうご、1952年〈昭和27年〉6月26日 - ）は、日本の政治家。元長野県岡谷市長（4期）。

## 来歴
長野県出身。長野県諏訪清陵高等学校、1976年立教大学法学部卒業。岡谷市議会議員を経て、2007年に岡谷市長就任。2023年に4期での引退を表明した。